# Mesosignum bathyalis
Mesosignum bathyalis is een pissebed uit de familie Mesosignidae. De wetenschappelijke naam van de soort is voor het eerst geldig gepubliceerd in 2006 door Choudhury & Brandt.